# Dock of the Bay
Dock of the Bay è un album di Mongo Santamaría, pubblicato dalla Harmony Records nel 1967. 

## Tracce
Lato A
1. Sitting on the Dock of the Bay (Otis Redding, Steve Cropper)
2. El bikini (Bobby Capers)
3. Bossa negra (Mongo Santamaría)
4. Melons (Carmelo Garcia)
5. Rick Tick (Hubert Laws)

Lato B
1. Walk on By (H. David, B. Bacharach)
2. Cuidado (Marty Sheller)
3. Mongo Nova (Rodgers Grant)
4. Louie, Louie (Chuck Berry)

## Musicisti
(probabile formazione)
- Mongo Santamaría  - congas
- Marty Sheller - tromba
- Hubert Laws  - sassofono tenore, flauto
- Bobby Capers - sassofono baritono
- Rodgers Grant  - pianoforte
- Victor Venegas - basso
- Carmelo Garcia  - timbales